# Умная Эльза

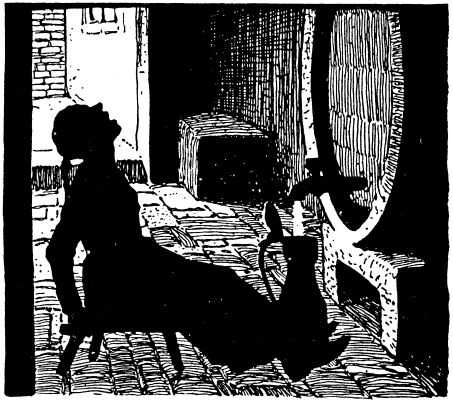
Умная Эльза (иллюстрация Отто Уббельлоде)

«Умная Эльза» (нем. Die kluge Else) — сказка братьев Гримм, представляющая собой фарс о молодой девушке, которая, прослыв «умной», делала массу глупостей, видела будущее в мрачном свете и заражала своими необоснованными страхами остальных. По системе классификации сказочных сюжетов Аарне-Томпсона, имеет номера 1450 и 1383.

## Сюжет
В родительском доме живёт умная Эльза, которую мать считает весьма рассудительной, поскольку та слышит, как «ветер по улице гуляет» и «мухи кашляют».
За Эльзу приходит свататься Ганс. Чтобы отметить сватовство, её посылают в погреб за пивом. Девушка видит на стене кирку, случайно забытую каменщиками. Она предполагает, что кирка в будущем может убить её ребёнка, если вдруг упадёт со стены.
Эльза забывает про пиво и начинает плакать. В поисках пропавшей Эльзы в погреб последовательно спускаются служанка, слуга, мать, отец. Все они, узнав причину горя, тоже заливаются слезами. Наконец, устав от ожидания, в погреб спускается и будущий жених. Ганс решает проблему весьма просто: он снимает кирку со стены. Все поднимаются наверх и тут же справляют свадьбу.
Пожив немного с молодой женой, Ганс отправляется на заработки. Эльза идет в поле жать пшеницу. Но она сначала решила поесть, а затем поспать. Поздно вечером Ганс вернулся домой и не застал жену. Он подумал, что та ещё работает в поле. Отправившись за ней, он увидел несжатое поле. Тогда он набросил на спящую Эльзу рыболовную сеть с бубенчиками.
Когда Эльза проснулась, то впала в замешательство от звона бубенчиков. Она задаётся вопросом: «Я ли это, или не я?». Решив выяснить этот вопрос у мужа, она стучит в дверь и спрашивает: «Дома ли Эльза»? Ганс врет, что Эльза якобы дома. «Ах, боже мой, значит это не я!» — пугается Эльза. Она стучится в другие двери, но ей никто не отпирает.
Так Эльза прошлялась всю ночь; а утром, подойдя к водоёму, увидела в нём своё отражение и поняла: «Да, это я — умная Эльза».

## Интерпретации
Литературовед Эрика Альма Мецгер рассматривает родство имени «Эльза» с ундиной Ильзе, владеющей бездной, видя в её образе процесс развития параноидной шизофрении. Теолог, автор работ по психоанализу Ойген Древерманн считает, что в Эльзе явлен пример разрушения личности через неправильное воспитание. Писатель Хайнц-Петер Рёр диагностирует у Эльзы истерическое расстройство личности.

## «Синдром Умной Эльзы»
«Синдромом Умной Эльзы» или «синдромом бедной Эльзы» в психиатрии называется состояние навязчивой тревоги человека касательно своего будущего, которое видится в мрачных тонах. Описан Джоном Флюгелем в 1945 году. Этот синдром нередко проявляется среди молодых матерей, которым постоянно кажется, что их детям со всех сторон угрожает опасность. В крайних проявлениях синдром может вылиться в навязчивый невроз полностью контролировать жизнь подросшего ребёнка и любой ценой удерживать его рядом с собой.
Синдром также усугубляет состояние детей, предрасположенных к обсессивно-компульсивным расстройствам. Чрезмерное потакание страхам и желаниям ребёнка близких ему людей отрицательно влияет на его психику.